# Дивізіон Норріса
Дивізіо́н Но́ррис було сформовано у 1974 році в складі Конференції Принца Уельського. У 1981 році дивізіон передали Конференції Кларенса Кемпбела. Дивізіон проіснував 19 сезонів до 1993 року. Названий на честь Джеймса І. Норриса. Був попередником Центрального дивізіону.
Його часто називають дивізіоном Чака Норриса через інтенсивні протистояння між командами, особливо між Чикаго Блек-Гокс та Детройт Ред-Вінгс. Багато ігор між цими командами призводили до масових бійок, суперечок на лавах запасних та порушень правил ключкою.

## Зміни структури дивізіону

### 1974—1979
- Детройт Ред-Вінгс
- Лос-Анджелес Кінгс
- Монреаль Канадієнс
- Піттсбург Пінгвінс
- Вашингтон Кепіталс

#### Зміни після сезону 1973—1974
- Створено дивізіон Норрис в результаті перерозташування ліги.
- Детройт Ред-Вінгс таонреаль Канадієнс перебазувалися зі Східного дивізіону.
- Лос-Анджелес Кінгс та Піттсбург Пінгвінс перебазувалися із Західного дивізіону.
- Додано Вашингтон Кепіталс унаслідок розширення ліги.

### 1979—1981
- Детройт Ред-Вінгс
- Лос-Анджелес Кінгс
- Монреаль Канадієнс
- Піттсбург Пінгвінс
- Гартфорд Вейлерс

#### Зміни після сезону 1978—1979
- Гартфорд Вейлерс запрошено до вступу в НХЛ з Всесвітньої хокейної асоціації (ВХА).
- Вашингтон Кепіталс переведено до дивізіону Патрик.

### 1981—1982
- Детройт Ред-Вінгс
- Чикаго Блек-Гокс
- Міннесота Норз-Старс
- Сент-Луїс Блюз
- Торонто Мейпл Ліфс
- Вінніпеґ Джетс

#### Зміни після сезону 1980—1981
- Дивізіон Норрис перейшов від Конференцій Принца Уельського до Конференції Кларенса Кемпбела.
- Гартфорд Вейлерс та Монреаль Канадієнс переведено до дивізіону Адамс.
- Піттсбург Пінгвінс переведено до дивізіону Патрик.
- Лос-Анджелес Кінгс переведено до дивізіону Смайт.
- Міннесота Норз-Старс і Торонто Мейпл Ліфс переведено з дивізіону Адамс.
- Чикаго Блек-Гокс, Сент-Луїс Блюз та Вінніпеґ Джетс переведено з дивізіону Смайт.

### 1982—1986
- Детройт Ред-Вінгс
- Чикаго Блек-Гокс
- Міннесота Норз-Старс
- Сент-Луїс Блюз
- Торонто Мейпл Ліфс

#### Зміни після сезону 1981—1982
- Вінніпеґ Джетс переведено до дивізіону Смайт.

### 1986—1992
- Детройт Ред-Вінгс
- Чикаго Блекгокс
- Міннесота Норз-Старс
- Сент-Луїс Блюз
- Торонто Мейпл Ліфс

#### Зміни після сезону 1985—1986
- Чикаго Блек-Гокс змінили назву на Чикаго Блекгокс.

### 1992—1993
- Детройт Ред-Вінгс
- Чикаго Блекгокс
- Міннесота Норз-Старс
- Сент-Луїс Блюз
- Торонто Мейпл Ліфс
- Тампа-Бей Лайтнінг

#### Зміни після сезону 1991—1992
- Додано Тампу-Бей Лайтнінг в результаті розширення ліги.

### Після сезону 1992—1993
Лігу було перерозподілено на дві конференціяї по два дивізіони у кожній:
- Східна конференція
  - Атлантичний дивізіон
  - Північно-східний дивізіон
- Західна конференція
  - Центральний дивізіон
  - Тихоокеанський дивізіон

## Переможці чемпіонату дивізіону
У дужках (перемоги-нічиї-поразки, набрані очки у регулярному сезоні).
- 1975 - Монреаль Канадієнс (47–14–19, 113 очок)
- 1976 - Монреаль Канадієнс (58–11–11, 127 очок)
- 1977 - Монреаль Канадієнс (60–8–12, 132 очки)
- 1978 - Монреаль Канадієнс (59–10–11, 129 очок)
- 1979 - Монреаль Канадієнс (52–17–11, 115 очок)
- 1980 - Монреаль Канадієнс (47–20–13, 107 очок)
- 1981 - Монреаль Канадієнс (45–22–13, 103 очки)
- 1982 - Міннесота Норз-Старс (37–23–20, 94 очки)
- 1983 - Чикаго Блек-Гокс (47–23–10, 104 очки)
- 1984 - Міннесота Норз-Старс (39–31–10, 88 очок)
- 1985 - Сент-Луїс Блюз (37–31–12, 86 очок)
- 1986 - Чикаго Блек-Гокс (39–33–8, 86 очок)
- 1987 - Сент-Луїс Блюз (32–33–15, 79 очок)
- 1988 - Детройт Ред-Вінгс (41–28–11, 93 очки)
- 1989 - Детройт Ред-Вінгс (34–34–12, 80 очок)
- 1990 - Чикаго Блекгокс (41–33–6, 88 очок)
- 1991 - Чикаго Блекгокс (49–23–8, 106 очок)
- 1992 - Детройт Ред-Вінгс (43–25–12, 98 очок)
- 1993 - Чикаго Блекгокс (47–25–12, 106 очок)

## Переможці плей-оф дивізіону
- 1982 - Чикаго Блек-Гокс
- 1983 - Чикаго Блек-Гокс
- 1984 - Міннесота Норз-Старс
- 1985 - Чикаго Блек-Гокс
- 1986 - Сент-Луїс Блюз
- 1987 - Детройт Ред-Вінгс
- 1988 - Детройт Ред-Вінгс
- 1989 - Чикаго Блекгокс
- 1990 - Чикаго Блекгокс
- 1991 - Міннесота Норз-Старс
- 1992 - Чикаго Блекгокс
- 1993 - Торонто Мейпл Ліфс

## Володарі Кубка Стенлі
1. 1976 - Монреаль Канадієнс
2. 1977 - Монреаль Канадієнс
3. 1978 - Монреаль Канадієнс
4. 1979 - Монреаль Канадієнс

## Число перемог у дивізіоні за командою
| Команда              | Число перемог у дивізіоні | Рік останньої перемоги |
| -------------------- | ------------------------- | ---------------------- |
| Монреаль Канадієнс   | 7                         | 1981                   |
| Чикаго Блекгокс      | 5                         | 1993                   |
| Детройт Ред-Вінгс    | 3                         | 1992                   |
| Міннесота Норз-Старс | 2                         | 1984                   |
| Сент-Луїс Блюз       | 2                         | 1987                   |